# Curtiss XF-87
Die Curtiss XF-87 Blackhawk war Ende der 1940er-Jahre der Prototyp eines US-amerikanischen Allwetter-Kampfflugzeugs. Die United States Air Force (USAF) nahm schließlich nur zwei Prototypen ab, dies waren die letzten von Curtiss-Wright produzierten Kampfflugzeuge.

## Geschichte
Im August 1945 schrieben die United States Army Air Forces (USAAF) einen Wettbewerb für ein neues Kampfflugzeug aus. Es sollte sowohl feindliche Flugzeuge als auch Bodenziele aufspüren und angreifen können. Nach den Erfahrungen des Zweiten Weltkrieges legte die USAAF auch Wert auf Einsatzfähigkeit bei schlechtem Wetter, später auch bei Nacht. Die geforderten Leistungsdaten sahen eine Höchstgeschwindigkeit von 845 km/h in 10.700 Metern Höhe sowie einen Einsatzradius von 1000 Kilometer vor. Die Bewaffnung sollte aus mindestens vier eingebauten Maschinengewehren und bis zu 454 Kilogramm (1000 Pfund) schweren Freifallbomben an externen Halterungen bestehen. Mehrere Unternehmen reichten Vorschläge ein, darunter Consolidated Vultee Aircraft Corporation, Douglas und Northrop.
Curtiss offerierte für diesen Auftrag am 15. März 1945 die XP-87, einen Mitteldecker mit ungepfeilten Tragflächen und General Electric TG-180-Triebwerken in untergehängten Gondeln. Das Air Technical Service Command lehnte den Entwurf jedoch als zu groß und schwer für einen Jagdbomber ab.
Trotz der offensichtlichen Schwächen gelang es Curtiss dennoch, einen Auftrag im Wert von 5,8 Mio. US-Dollar für den Entwurf eines reinen Bodenangriffsflugzeugs für die USAAF, der XA-43 auf Basis der XP-87 zu erhalten. So gab der Hersteller diese Entwicklung aber Ende 1945 praktisch auf und übernahm den Vertrag und eine Seriennummer der XA-43 (45-59600) für einen Entwurf des gewünschten Kampfflugzeuges. Curtiss konnte am 21. November 1945 aus sogar noch heute ungeklärtem Anlass den Auftrag so ändern, dass auch noch ein zweiter Prototyp vorgesehen war. Zwischenzeitlich war der Entwurf nunmehr unter der Bezeichnung CWA-29A „Bat“ so umgearbeitet worden, dass nun vier paarweise angebrachte Westinghouse-Triebwerke das Flugzeug antreiben sollten. Diese benötigten statt normalem JP-2-Treibstoff Leichtbenzin, was die Reichweite einschränkte. Im Januar 1946 bestellte die Luftwaffe dennoch offiziell den zweiten Prototyp (46-522).
Die XP-87 war ein zweisitziger Ganzmetall-Mitteldecker mit ungepfeilten Tragflächen. Die Plätze für Pilot und Radaroffizier waren nebeneinander im geräumigen Cockpit angeordnet. Mit einer Länge von 20 Metern und einer Spannweite von 18 Metern fiel die XP-87 für ein Jagdflugzeug groß aus. Als Antrieb hatte Curtiss vier Turbojettriebwerke des Typs Westinghouse J34-WE-7 mit je 13,3 kN Leistung vorgesehen, die paarweise in Verkleidungen unterhalb der Tragflächen befestigt waren. Diese enthielten auch das doppelt bereifte Hauptfahrwerk. Im Mai 1946 schlug Curtiss eine Variante mit stärkeren Triebwerken vor, unter anderem mit je zwei General Electric J47-GE-7 oder Allison J33-A-29 mit Nachbrenner und je 33,4 kN. Diese neue Version wurde als XP-87A’ bezeichnet. Der Beiname für die ganze Baureihe lautete ab Herbst 1946 Blackhawk. Als Bewaffnung war ein von Glenn L. Martin entwickelter Waffenstand im Bug mit vier um 60° in jede Richtung schwenkbaren 20-mm-Maschinenkanonen und ein (für ein Jagdflugzeug ungewöhnlicher) interner Bombenschacht vorgesehen.
Die erste Inspektion des Mockups fand am 14. Mai 1946 statt. Am 22. August 1947 fand der Rollout des ersten Prototyps am Firmenstandort Columbus (Ohio), statt – fast ein halbes Jahr später als geplant. Als erster Wettbewerber absolvierte die XP-87 ihren Erstflug am 5. März 1948 (nach anderen Angaben am 1. März oder 15. Februar) und wurde damit die erste Curtiss mit Strahlantrieb. Einige Tage vorher war der Prototyp bei Hochgeschwindigkeitsrolltest leicht beschädigt worden, da die Reifen geplatzt waren. Als die Luftwaffe im Juni 1948 die P-Bezeichnung ihrer Flugzeuge in F-Bezeichnung umwandelte, wurde aus der XP-87 die XF-87 und aus der XP-87A die XF-87A. Bei den folgenden Flugtests traten einige aerodynamische Schwächen zutage. So schlossen sich anfangs die Fahrwerksklappen nicht und bei höherem Schub traten starke Schläge ungeklärter Ursache auf. Am 21. Juli 1948 brach dann bei der Landung auch noch ein Bugfahrwerksbein, was zu starken Beschädigungen der Maschine führte. Dennoch orderte die USAF am 7. September 1948 58 F-87A und 30 Aufklärerversionen RF-87A bzw. RP-87A im Gesamtwert von 55,4 Mio. US-Dollar.
Im Oktober 1948 unterzog die Luftwaffe die Kandidaten einer Bewertung, bei der Northrops Konkurrenzmodell XF-89 Scorpion bzw. Lockheeds F-94 bessere Leistungen zeigten. Folglich stornierte die USAF die Bestellungen bei Curtiss umgehend und ließ den Wettbewerbssieger F-89 in Serie produzieren. Letzten Endes flog nur der erste Prototyp der F-87, der nach nur 66 Flugstunden verschrottet wurde; der zweite wurde nie vollständig fertiggestellt. Insgesamt kostete das Projekt 11,3 Millionen US-Dollar für Entwicklung und Tests.
Nach diesem Misserfolg stellte Curtiss-Wright die Produktion von Flugzeugen ein und verkaufte die Curtiss Airplane Division 1951 an North American Aviation. Erst Anfang der 1960er-Jahre baute Curtiss-Wright nochmals einzelne Prototypen, darunter die X-19.

## Technische Daten
| Kenngröße             | Daten                                                        |
| --------------------- | ------------------------------------------------------------ |
| Besatzung             | 2 (Pilot, Radaroffizier)                                     |
| Länge                 | 19,15 m                                                      |
| Spannweite            | 18,3 m                                                       |
| Höhe                  | 6,1 m                                                        |
| Flügelfläche          | 55,7 m²                                                      |
| Flügelstreckung       | 6,0                                                          |
| Leermasse             | 11,76 t                                                      |
| max. Startmasse       | 22,64 t                                                      |
| Höchstgeschwindigkeit | 938 km/h                                                     |
| Gipfelhöhe            | 12.500 m                                                     |
| Einsatzreichweite     | 1600 km                                                      |
| Triebwerke            | 4 Turbojets Westinghouse J34-WE-7 mit je rund 13,3 kN Schub  |
| Bewaffnung (geplant)  | 4 × 20-mm-Geschütze, Bomben bis 454 kg an Außenlaststationen |